# Mąkolno (województwo wielkopolskie)
Mąkolno – wieś sołecka w Polsce położona w województwie wielkopolskim, w powiecie konińskim, w gminie Sompolno, pomiędzy jeziorami: Mąkolno i Mostkowskim.
Pierwotna nazwa wsi brzmiała prawdopodobnie Mokolino. 
Osadnictwo na obszarze współczesnego Mąkolna istniało w okresie kultury przeworskiej. Wieś po raz pierwszy była wzmiankowana w roku 1345. W roku 1824 wieś zamieszkiwało 84 mieszkańców. W latach 1954–1971 wieś należała i była siedzibą władz gromady Mąkolno, po jej zniesieniu w gromadzie Sompolno. W latach 1975–1998 administracyjnie należała do województwa konińskiego. Według danych z roku 2009 sołectwo wraz z należącymi do niego Siedliskami liczyło 596 mieszkańców.
71,2% gruntów wsi stanowią użytki rolne, 15,9% wody, 4,4% nieużytki, 2,7% użytki leśne i grunty zadrzewione, 2% grunty zurbanizowane i zabudowane, a 3,9% pozostałe grunty. Spośród użytków rolnych, 68,2% stanowią grunty orne, 24,9% sady, a 7% inne użytki.
We wsi funkcjonuje oczyszczalnia ścieków. W roku 2010 50% mieszkańców korzystało z kanalizacji.

## Zabytki
W Mąkolnie według rejestru zabytków znajdują się 3 obiekty zabytkowe:
- kościół parafialny pw. św. Andrzeja Apostoła z połowy XVIII wieku;
- kaplica grobowa rodziny Wawelskich;
- zespół dworski z drugiej połowy XIX wieku, w skład którego wchodzą dwór i park.

W gminnej ewidencji zabytków ujęte są także:
- cmentarz parafialny z pierwszej połowy XIX wieku;
- remiza strażacka z 1930;
- murowany spichlerz dworski z początku XIX wieku[9].

Przez miejscowość prowadzi szlak drewnianych kościołów.

## Oświata i sport
W miejscowości działa klub sportowy GTS Błękitni Mąkolno, którego seniorzy występują w konińskiej A klasie. W klubie funkcjonują również drużyny młodzieżowe. W ramach zespołu szkół we wsi znajduje się szkoła podstawowa i gimnazjum.